# Parafia Wniebowzięcia Najświętszej Maryi Panny w Sieniawie
Parafia Wniebowzięcia Najświętszej Maryi Panny w Sieniawie – parafia rzymskokatolicka znajdująca się w archidiecezji przemyskiej w dekanacie Sieniawa.

## Historia
Początki parafii są związane z Dybkowem, na którego terenie w 1571 roku Jan Kostka ufundował drewniany kościół pw. św. Jana Chrzciciela. W 1602 roku została erygowana parafia. W 1624 roku kościół podczas najazdu Tatarów został zniszczony, a w 1629 roku został odbudowany.
W 1672 roku na terenie wsi Dybków, Mikołaj Hieronim Sieniawski założył Sieniawę, która w 1676 roku otrzymała prawa miejskie. W 1673 roku rozpoczęto budowę drewnianego kościoła i klasztoru dominikanów. W 1679 roku budowę ukończono, a 1682 roku kościół i klasztor zostały poświęcone przez ks. Tomasza Porębskiego dziekana leżajskiego. W 1719 roku rozpoczęto budowę murowanego kościoła w stylu barokowym według projektu arch. Giovanniego Spazzia. W 1751 roku ukończono budowę kościoła, a w 1754 roku ukończono budowę murowanego klasztoru. W 1745 roku kościół został poświęcony.
W 1747 roku zbudowano murowany kościół parafialny pw. św. Jana Chrzciciela, który w 1754 roku został konsekrowany przez bpa Wacława Hieronima Sierakowskiego. W 1777 roku podczas pogrzebu austriackiego żołnierza, gdy oddział wojskowy dał pożegnalną salwę, jeden z nabojów trafił w dach, od którego spłonął kościół parafialny, ale wkrótce staraniem Augusta Czartoryskiego został odbudowany.
W 1778 roku Austriacy skasowali klasztor dominikanów, a zakonników przenieśli do Jarosławia. Świątynia zaczęła pełnić rolę parafialnej. 20 grudnia 1788 roku decyzją Austriaków kościół poklasztorny pw. Wniebowzięcia Najświętszej Maryi Panny stał się kościołem parafialnym, a kościół św. Jana Chrzciciela został przekazany grekokatolikom i zaadaptowany na cerkiew pw. Podwyższenia Krzyża Świętego.
W 1893 roku do parafii przybyły siostry zakonne Służebniczki starowiejskie.
Podczas I wojny światowej zniszczeniu uległy dach i wnętrze kościoła parafialnego. W latach 1918–1923 kościół został odremontowany. W 1952 roku został wykonany ołtarz główny, a kilka lat później ołtarze boczne. W 1954 roku artysta Stanisław Jakubczyk wykonał polichromię.
W podziemiach świątyni mieści się rodowa krypta Czartoryskich.
Na terenie parafii jest 3 950 wiernych (w tym: Sieniawa – 1 683, Dybków – 557, Leżachów – 531, Pigany – 318, Wylewa – 891).
Proboszczowie parafii:
1629–1653. ks. Bartłomiej Skibicki.
1653–1662. ks. Krzysztof Jan Kurliński.
1662–1668. ks. Stanisław Kazimierz Białkowski.
1668–1672. ks. Piotr Wrowski.
1772–1779. ks. Jan Jozafat Olezkowicz.
1679–1714. ks. Wojciech Kazimierz Lesiowski.
1714–1732. ks. Stanisław Kupalski.
1732–1737. ks. Walenty Gabriel Gossek.
1737–1754. ks. Michał Franciszek Wroblewski.
1754–1780. ks. Antoni Smalczewski.
1780–1793. ks. Michał Tadeusz Cikowski.
1794–1808. ks. Jacek Borczewski.
1809–1820. ks. Sebastian Bardziński.
1821–1848. ks. Jan Krasnodębski.
1849–1850. ks. Ludwik Kisielewski.
1851–1852. ks. Wojciech Węgrzyn.
1852–1891. ks. Maciej Hebda.
1891–1921. ks. Tomasz Włazowski.
1921–1949. ks. Henryk Uchman.
1949–1950. ks. Józef Świerczek (wikariusz substytut).
1950–1970. ks. Edward Brodowicz.
1970–1974. ks. Tadeusz Rajchel.
1974–1988. ks. Zbigniew Szeliga.
1988–2001. ks. Zdzisław Kalinowski.
2001– nadal ks. Jan Grzywacz.

## Kościoły filialne
Kościoły filialne:
- Leżachów – pw. Podwyższenia Krzyża Świętego[22]
- Pigany – pw. św. Maksymiliana Kolbego[23]

Kościoły zabytkowe:
- Sieniawa – pw. św. Jana Chrzciciela (dawna cerkiew)
- Leżachów – Św. Nykyty (dawna cerkiew)[24]

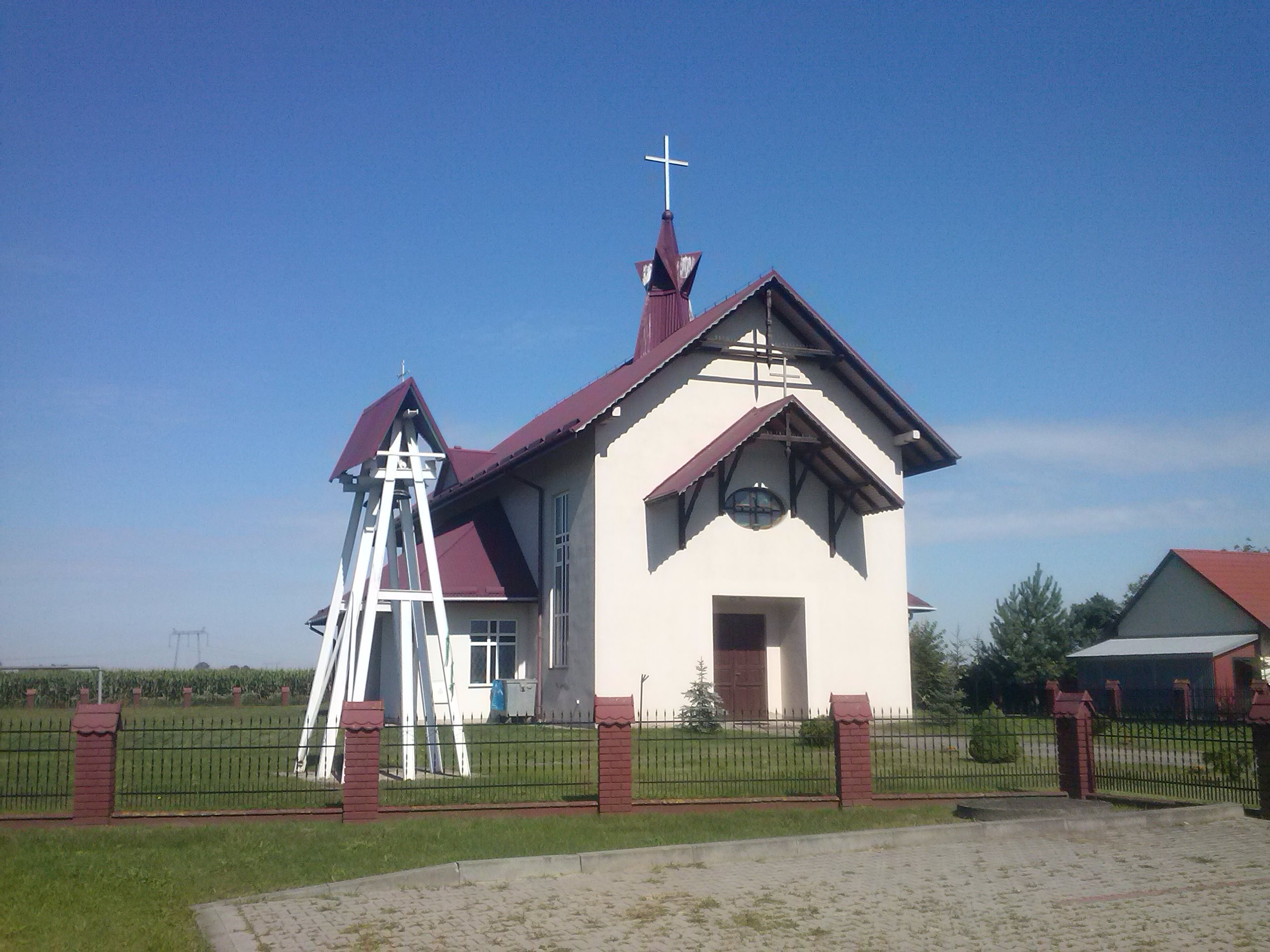
Kościół filialny w Leżachowie
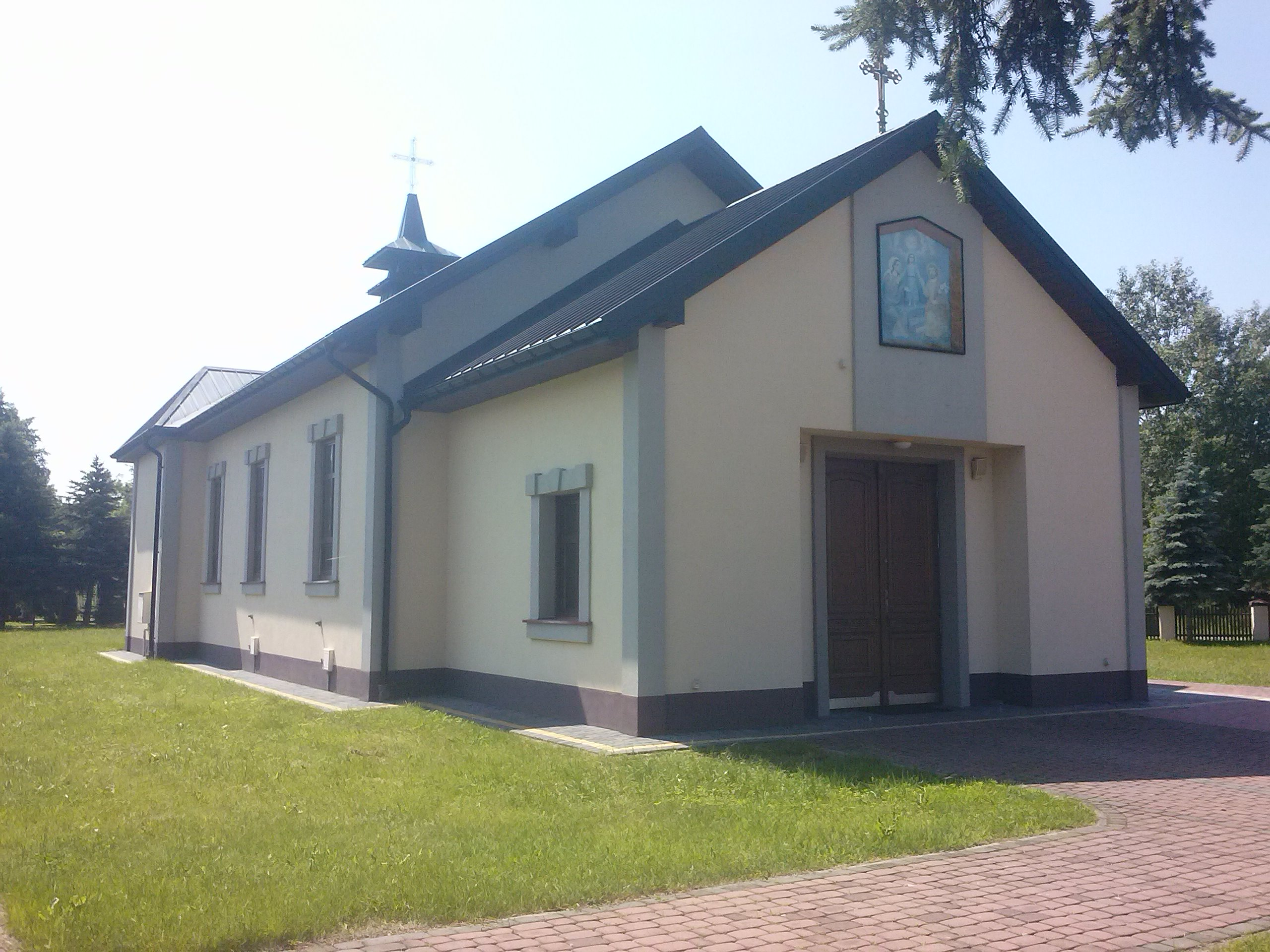
Kościół filialny w Piganach
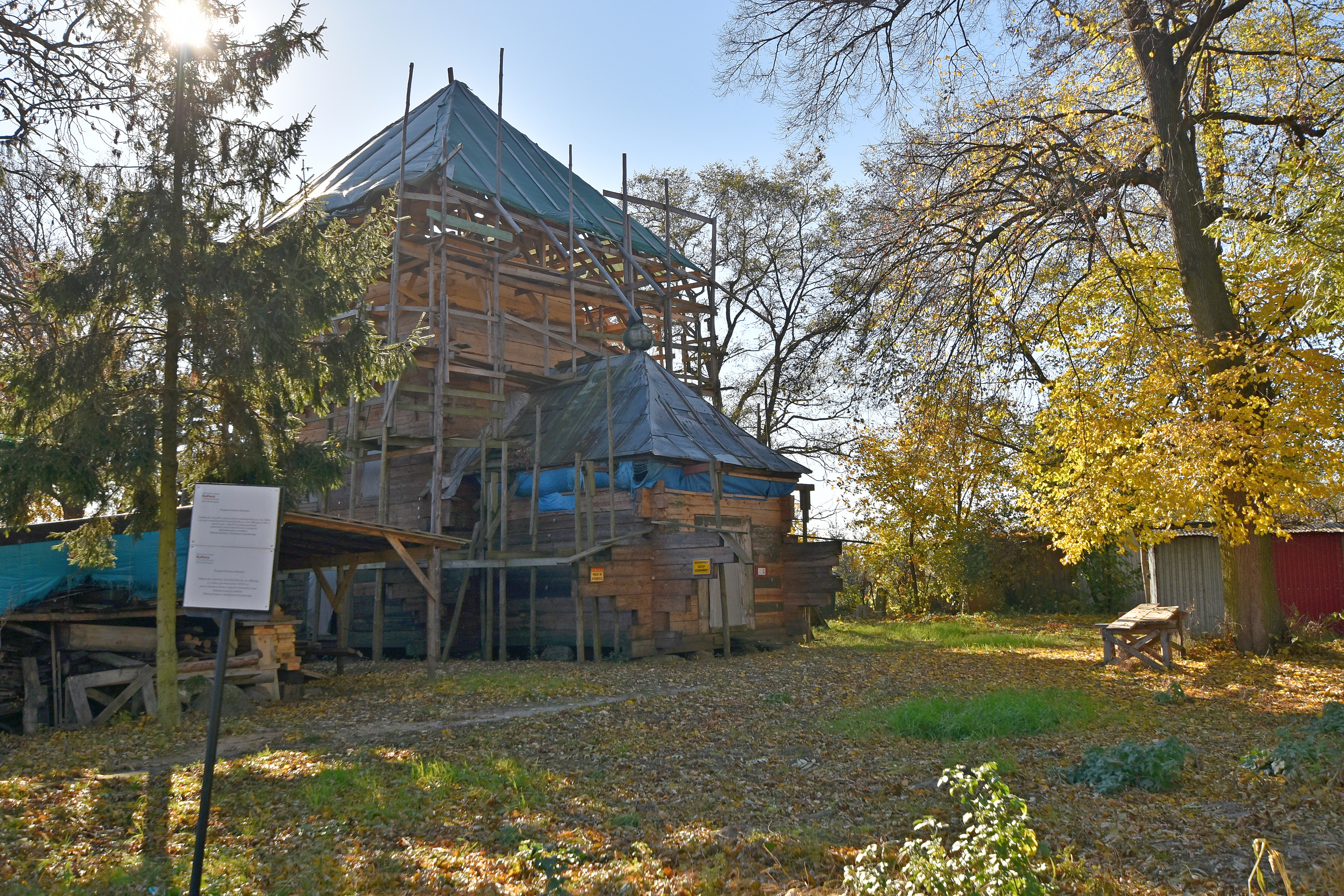
Cerkiew św. Nykyty w Leżachowie
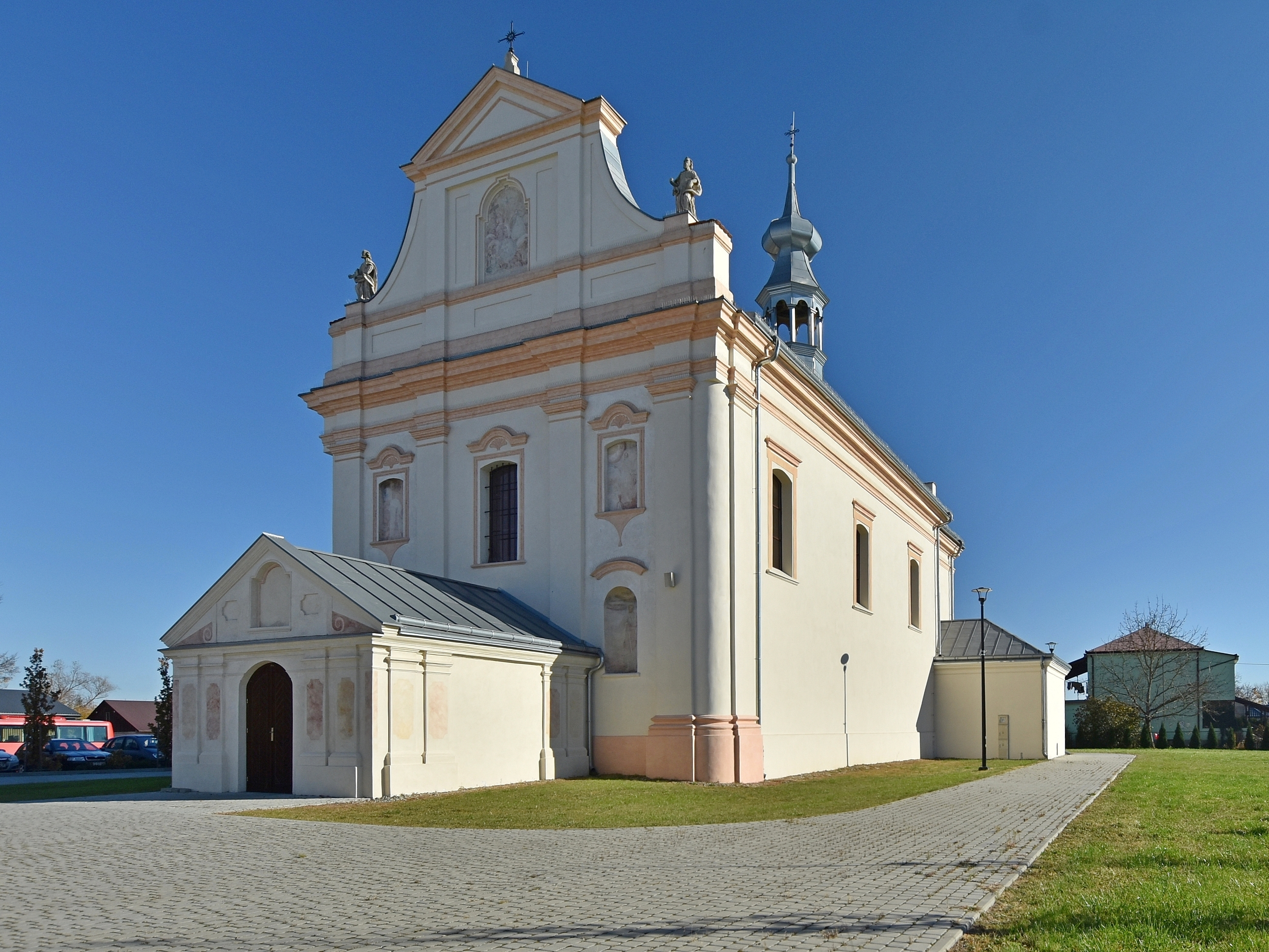
Kościół św. Jana Chrzciciela w Sieniawie